# Cedric Bixler Zavala
Cedric Bixler Zavala (Redwood City, 4 november 1974) is een Amerikaans zanger en muzikant. Hij vormt samen met zijn vriend Omar Rodríguez de rockgroep The Mars Volta. Hij is ook de voormalige zanger van At the Drive-In, een postmetalband.

## Songteksten
De teksten van Bixler-Zavala lijken op het eerste gezicht abstract en doelloos maar zitten in werkelijkheid vol metaforen en zijn vaak mijmeringen over de toekomst en andere werelden. Hij liet zich ook beïnvloeden door tal van artiesten zoals Werner Herzog, Luis Buñuel, Neu!, Doctor Who en door Mexicaanse volksverhalen. Hij experimenteert vaak met tweetalige teksten, Spaans en Engels werden bijvoorbeeld gecombineerd in L'Via L'viaquez.
Het album De-Loused in the Comatorium werd vergezeld door een roman met dezelfde naam, geschreven in dezelfde metaforische stijl als we gewend zijn van deze man. Jeremy Ward hielp vaak bij het schrijven van de teksten. Bixler-Zavala zingt vaak met een hoge stem (zoals in Inertiatic ESP), maar ook liedjes met lagere stem kan Bixler-Zavala gemakkelijk aan.
Bixler-Zavala speelt verschillende instrumenten, bij At the Drive-In verzorgde hij drums en gitaar, in het experimentele-reggaegroepje DeFacto deed hij drums en bas.

## Performance
Bixler-Zavala houdt van salto's op het podium, zwaait als een gek met zijn microfoon en spot vaak met het publiek. Vroeger was hij drugsgebruiker, maar daar is hij een tijd geleden mee gestopt, samen met zijn vriend-bandgenoot. Geluidsman Jeremy Ward stierf aan een overdosis, dit stemde tot nadenken waarop de vrienden beslisten af te kicken.

## Discografie

### Los Dregtones
- 5 Song Alibi (1994)

### The Mars Volta
- Tremulant - ep (2002)
- De-Loused in the Comatorium - lp (2003)
- Live EP - ep (2003)
- Frances the Mute - lp (2005)
- A Missing Chromosome - lp (2005)
- Scabdates - lp (2005)
- Amputechture - lp (2006)
- The Bedlam in Goliath - lp (2008)

### The Fall on Deaf Ears
- The Fall on Deaf Ears

### At the Drive-In
- Hell Paso (1994) - heruitgave ep
- Alfaro Vive, Carajo! (1995) - ep
- Acrobatic Tenement (1996, heruitgave 2004) - lp
- El Gran Orgo - (1997) - ep
- In/Casino/Out (1998, heruitgave 2004) - lp
- Vaya (1999, heruitgave 2004) - ep
- Relationship of Command (2000, heruitgave 2004) - lp
- This Station Is Non-Operational (2005) - compilatie

### DeFacto
- How Do You Dub? You Fight For Dub. You Plug Dub In. (1999/2001) - lp
- Légende du Scorpion à Quatre Queues (2001) - lp
- 456132015 (2001) - ep
- Megaton Shotblast (2001) - lp

### Alavaz Relxib Cirdec
- GSL: The Special 12" Single Series: December - single (2005)

- Gemeinsame Normdatei: 1063141621
- International Standard Name Identifier: 0000 0000 7293 142X
- Library of Congress Control Number: no2013106012
- MusicBrainz: 9fbad54c-2733-41ac-a621-9f26064f4fb7
- Nationale Bibliotheek van Tsjechië: xx0108208
- Virtual International Authority File: 103139609
- WorldCat: E39PBJbM3bKQb4bvcKrWbFPRKd